# Hayden Scott-Baron
Hayden Scott-Baron (né le 6 avril 1980) est un illustrateur et designer graphique britannique. En 2001, il rejoint les autres créateurs de bandes dessinées Laura Watton (en), Sam Brown/Suby et Foxy en fondant l'un des plus grands studios de mangas du Royaume-Uni, Sweatdrop Studios, où il se fait nommer Dock.

## Informations
Il a également été développeur de jeux vidéo, et a créé Starfruit Games en 2010.
Hayden a écrit des livres « How to » (« Comment faire ») sur le thème des mangas, comme Techniques de Manga numérique et Manga Clip-Art.
Il vit actuellement à Cambridge au Royaume-Uni, et participe régulièrement à la convention UK Anime conventions en représentant Sweatdrop Studios.
En décembre 2009, Dock est devenu graphiste pour le jeu vidéo Minecraft, travaillant aux côtés du seul développeur de Minecraft, Markus Persson. Cependant Markus Persson préférait travailler seul et a mis Dock hors de son équipe.
Hayden a aussi gagné le second prix au Tokyopop Rising Stars of Manga: UK & Ireland #3 pour une bande-dessinée se nommant Two for Joy.
En janvier 2010, Hayden a sorti un jeu IPhone appelé Tumbledrop. Tumbledrop a été nommé finaliste en catégorie Technical Achievement décerné à l'IGF Mobile 2010.

## Titres publiés
- Kinectimals (2012), Frontier Developments Ltd.
- Tumbledrop iPhone (2010), Starfruit Games Ltd.
- Tumbledrop (2008), Starfruit Games Ltd.
- LostWinds (2008), Frontier Developments Ltd.
- Thrillville: Off the Rails (2007), LucasArts
- Thrillville (2006), LucasArts
- RollerCoaster Tycoon 3: Soaked! (2005), Atari Europe S.A.S.U.
- RollerCoaster Tycoon 3: Wild! (2005), Atari, Inc.
- RollerCoaster Tycoon 3 (2004), Atari do Brasil Ltda.
- RollerCoaster Tycoon 2: Time Twister (2003), Atari, Inc.

## Travaux publiés
- Digital Manga Techniques
- Manga Clip Art
- Making Anime: Create Mesmerising Manga-Style Animation with Pencils, Paint and Pixels
- Sugardrops
- Blue is for Boys
- Cold Sweat & Tears
- Rising Stars of Manga UK & EIRE #3